# Henry Gauthier-Villars
Henry Gauthier-Villars, noto anche con lo pseudonimo di Willy (8 agosto 1859 – 12 gennaio 1931), è stato uno scrittore francese.
È conosciuto anche con gli pseudonimi: Henry Maugis, Robert Parville, l'Ex-ouvreuse du Cirque d'été, L'Ouvreuse, L'Ouvreuse du Cirque d'été, Jim Smiley, Henry Willy, Boris Zichine.

## Biografia
Divenne noto grazie a L'Echo de Paris ed a Comohedia, in quanto i suoi articoli facevano discutere; fu uno dei più importanti rappresentanti dello spirito "boulevardier" della prima parte del XX secolo. Fu anche marito della scrittrice e attrice teatrale Colette dal 1893 al 1906.

## Opere
- Lettres de l'ouvreuse, voyage autour de la musique, cón Alfred Ernst (1890)

- Histoires normandes, cón Léon Épinette (1891)

- L'Année fantaisiste (1892-1896)

- Bains de sons, par l'Ouvreuse du Cirque d'été, cón Alfred Ernst (1893)

- Les Enfants s'amusent, cón Pierre Veber (1894)

- Une passade, cón Pierre Veber (1894)

- La Mouche des croches, par l'Ouvreuse du Cirque d'été (1894)

- Rythmes et rires (1894)

- Soirées perdues (1894)

- Entre deux airs, par l'Ouvreuse du Cirque d'été (1895)

- Notes sans portées, par l'Ouvreuse du Cirque d'été (1896)

- Quelques livres, année 1895 (1896)

- Poissons d'avril (1896)

- L'Argonaute, cón André Trémisot (1897)

- Accords perdus, par l'Ouvreuse du Cirque d'été (1898)

- Fervaal, cón Pierre de Bréville (1898)

- Un vilain monsieur ! (1898)

- À manger du foin (1899)

- La Colle aux quintes (1899)

- Le Mariage de Louis XV (1900)

- L'Odyssée d'un petit Cévenol (1900)

- La Ronde des blanches (1901)

- Dans le noir !, cón André Trémisot (1901)

- Garçon l'audition ! (1901)

- L'Automobile enchantée, cón Georges Trémisot (1903)

- La Maîtresse du prince Jean (1903)

- Le Petit Roi de la forêt (1903)

- Almanach Willy (1904)

- Danseuses (1904)

- La Môme Picrate (1904)

- Une plage d'amour (1905)

- Anches et embouchures (1905)

- Chaussettes pour dames, défense et illustration du mollet féminin, cón Curnonsky (1905)

- Maugis amoureux (1905)

- Un petit vieux bien propre (1907)

- Le Roman d'un jeune homme beau (1905)

- Pimprenette (1908)

- Le Retour d'âge (1909)

- Maugis en ménage (1910)

- Lélie, fumeuse d'opium (1911)

- Avec mon régiment, de l'Aisne à La Bassée, par un chef de peloton (1916)

- La Bonne maîtresse (1916)

- La Bonne manière, cón baronne d'Orchamps (1916)

- La Virginité de Mademoiselle Thulette, cón Jeanne Marais (1918)

- Jeux de princes (1919)

- Ledos, tapissier (1919)

- Ginette la rêveuse (1919)

- La Petite vestale (1920)

- La Femme déshabillée, cón Paul Max (1922)

- Mady écolière, cón Madeleine de Swarte (1922)

- Ça finit par un mariage (1923)

- L'Ersatz d'amour, cón Suzanne de Callias (1923)

- Le Naufragé, cón Suzanne de Callias (1924)

- La Fin du vice, cón A. Henry-Rossi (1925)

- Souvenirs littéraires... et autres (1925)

- Les Bazars de la volupté, cón Pol Prille (1926)

- L'Esprit de Willy, propos, anecdotes et variétés recueillis par Léon Treich (1926)

- Gaillardises, cón José de Berys (1926)

- La Vie privée d'un prince allemand au XVIIe siècle. L'Electeur palatin Charles Louis, (1617-1680), cón F. Aussaresses (1926)

- Les Aphrodisiaques (1927)

- Le Fruit vert, nouvelles (1927)

- Le Troisième sexe (1927)

- Histoires de la manucure, histoires courtes, faciles à lire, faciles à retenir, faciles à raconter (1928)

- Bizet, biographie critique (1928)

- Contes sans feuille de vigne (1928)